# 캔터베리 신
캔터베리 신(Canterbury scene) 또는 캔터베리 사운드(Canterbury sound)는 잉글랜드 캔터베리 출신자를 중심으로 하는 프로그레시브 록 계열의 밴드, 뮤지션 무리의 음악을 가리키는 용어이다.